# О венце воина
«О венце воина» (лат. De corona militis) — трактат раннехристианского апологета Тертуллиана (II—III век). Является одним из первых рассуждений на тему отношения христианства к воинской службе.

## Обстоятельства создания
Традиционно, трактат «О венце воина» относят к среднему, «монтанистскому», периоду творчества Тертуллиана между 204 и 212/213 годами. Согласно Т. Д. Барнсу, к ранней части данного периода, предположительно 208 год. Французский историк Ян Лё Боэ на основе сопоставления нумизматических (Лё Боэ предполагает, что упоминаемая в I.1 «явленная щедрость» имеет отношение к надписи liberalitas на розданных золотых монетах) и исторических (по-видимому, трактат написан в период между гонениями на христиан) данных наиболее вероятной датой написания трактата называет 211 год.
«О венце воина» даёт несколько отсылок к внутренней хронологии произведений Тертуллиана. В 6.3 он ссылается на своё более ранее сочинение «О зрелищах», а в начале своего труда (1.5) автор говорит о намерении позднее детально рассмотреть вопрос о публичных исповеданиях веры, что было сделано в трактате «De fuga». Проблематика венков и воинской службы затрагивается также в «De idolatria».
Место действия вступительного эпизода произведения, в котором речь идёт о раздаче солдат донатива, связывают либо с Ламбезисом, где размещался III Августов легион и находился крупнейший в Африке римский гарнизон, либо с родным городом Тертуллиана Карфагеном, либо с Римом, единственном городе Римской империи, где можно было обнаружить несколько префектов.

## Структура и содержание
Трактат высоко оценивается исследователями за ясность изложения. Он состоит из 15 разделов, которые исследователями структурируются различно. Исследователи принимают во внимание существенное значение, которое придавал Тертуллиан риторическому построению своих текстов и логике аргументации. Согласно французскому филологу Жаку Фонтэну, произведение подразделяется на теоретическую (1.6—7.2), историческую (7.3—10.10) и практическую (11—15) части, в которых изложение идёт от общего к частному и от абстрактного к конкретному. Автор фундаментального исследования риторики Тертуллиана Роберт Сайдер (Robert Sider) из университета Саскачевана полагает такое деление упрощённым и не отражающим влияния риторики в расположении материала. По мнению Сайдера, в своём труде Тертуллиан следовал указаниям оратора предшествующего столетия Квинтилиана, изложенным в его «Наставлениях оратору». Опустив вступление (exordium), автор начинает рассказ непосредственно с narratio (1.1—1.5) и в конце первого раздела формулирует тезис, который обсуждает в дальнейшем (propositio, 1.6). Дальнейшее изложение состоит из двух частей (3—10 и 11—13), рассматривающих сначала возражения против ношения венков с точки зрения обычая (3—4), природы (5—6) и символического обоснования (7—10), а затем причины их ношения. Два последних раздела (14—15) обобщают сказанное ранее. Несколько другое деление, опираясь на методологию Цицерона из его «Риторики для Геренния», предлагает Жан-Клод Фредуй (Jean-Claude Fredouille).
Трактат начинается энергичным вводным оборотом «Недавно произошло следующее» (лат. Proxime factum est), за которым следует рассказ о некоем римском воине, отказавшимся вместе с получением донатива увенчать голову лавровым венком. После расспросов и разбирательств трибуна он признался в том, что является христианином, после чего был заключён в тюрьму, где ожидает «подарок Христа» (donativum Christi). Поступок солдата вызвал недоумение в местной христианской общине, не находящей в Священном писании прямого запрета надевать венки (1). Свой богословский разбор сложившейся ситуации Тертуллиан начинает с констатации, что в Писании нет и предписания носить венки. По мнению автора, правильнее придерживаться позиции, что «то, что не полностью разрешено, запрещено» (2). Такой подход имеет некоторое основание в том, что для христиан важны преемственность и традиции (3). В то же время, смысл, границы и причины отдельных предписаний могут быть поняты и истолкованы (4). Возвращаясь к венку, помимо внешней живописности, нет никакого природного смысла в том, чтобы украшать голову цветами (5). Природный закон следует принимать во внимание, поскольку «самого Бога мы сперва познаем через природу». Суета и народные зрелища позорят божье творение (6).
Если же употребление венков не соответствует ни Писанию, ни преданию, идёт вразрез с требованиями природы, то какова их цель? Расследуя историю вопроса и рассматривая венки не только из цветов (тут Тертуллиан опирается на книгу о венках Клавдия Сатурнина), Тертуллиан приходит к выводу, что венки первоначально появились в рамках различных языческих культов, и потому не приемлемы (7). Автор отмечает, что то обстоятельство, что какой-то предмет был изобретён неким языческим богом само по себе не является препятствием для христианина, если ограничиваться только утилитарными функциями (8). Единственный венец, который подобает христианину — терновый венец Христа (9). Надевание венков находится в опасной близости от идолопоклонства, от чего Писание предписывает дистанцироваться (1Кор. 10:14, 1Ин. 5:21). Завершая исторический обзор, Тертуллиан делает вывод, что практика плетения венков не имеет никаких рациональных обоснований (10). Далее автор переходит к вопросу о том, подобает ли христианину вообще заниматься военным делом. Следование приказам командира, принятие присяги, применение оружия и несение иных обязанностей проблематично с точки зрения совместимости с христианским вероучением. Тертуллиан здесь не формулирует определённого заключения, ограничиваясь замечанием, что «заниматься военным делом позволительно, но только пока не дойдёт до необходимости ношения венка» (licere militiam usque ad causam coronae) (11). Лавровый венок, в данном случае, является традиционным атрибутом воина. Он посвящён Аполлону и Вакху — «первому как богу оружия, а второму — как богу триумфальных шествий». Масличный же венок связан с Минервой, также богини оружия. Учитывая, что лавровый венок предписано надевать во время раздачи денежных подарков, он является символом не только языческим, но и обозначает корыстное отступничество от Христа (12). Венки возлагают по политическим причинам, как символ несения гражданской службы, или же в ходе общественных торжеств и церемоний. Первое противоречит принадлежности христиан другой, более важной общности — христианской церкви, другое вызывает неуместные языческие ассоциации (13). Наконец, зачем христианину венец из цветов, если он не готов принять венец из шипов? (14) Свой трактат Тертуллиан завершает примером аналогичного отношения к венкам у воинов-митраистов, которые в ходе посвящения принимают на конце меча венок, а после возложения на голову, «как бы случайно» перекладывают его на плечо, говоря, что его венок — это Митра. «Когда бы ни попытались испытать его [верность своему] религиозному долгу (sacramento), все немедленно поймут, что он — воин Митры, если отбросит венок и при этом скажет, что его венец — в его боге» (15).

## Риторика пацифизма
Тексты Нового завета не указывают однозначно на то, каким образом христианину надлежит относиться к воинской службе. В Евангелиях соответствующих высказываний Христа нет, а апостолы высказывались как в пользу подчинения светской власти, понимаемой как инструмент божественной справедливости, так и против, если власть воспринималась как воплощение зла. Начиная с примерно с 175 года христиане появляются в римской армии, и проблема становится более насущной. В трудах Тертуллиана отражены оба подхода. В его раннем трактате «Апологетик» писатель придерживается легалистской позиции, доказывая римским магистратам, что христиане честно исполняют свои гражданские обязанности. В написанном примерно на 15 лет позже «О венце воина» отрицает возможность для христианина быть лояльным светской и духовной властям. Согласно распространённой точке зрения, отрицание Тертуллианом возможности несения воинской службы не были связаны с его пацифистскими убеждениями, а только лишь с опасениями неизбежно связанного с такой службой идолопоклонства.

## Издания и переводы
- Q. Septimi Florentis Tertulliani De corona. Sur la couronne par Tertulline (фр.) / Édition, introduction et commentaire J. Fontaine. — Paris: Presses Universitaires de France, 1966. — Vol. 18. — (Érasme).
- Quinto S. Tertulliano. La corona (итал.) / Introd., trad. e note P. A. Gramaglia. — San Paolo Edizioni, 1980. — 221 p. — ISBN 978-8821500220.
- О венце воина. Tertulliani De corona militis. Перевод и комментарии Р. Ю. Ткаченко :  [рус.] // Альманах «Богомыслие». — 2014. — № 15. — С. 189—209.